# Alkotmánybíróság
Az alkotmánybíróság olyan testület, illetve intézmény, amelynek elsődleges funkciója az alkotmánybíráskodás. Az alkotmánybíróságok nem részei a bírói hierarchiának.
Nincsen alkotmánybíróság azokban az országokban, ahol nincs alkotmánybíráskodás, illetve azokban az országokban, ahol az alkotmánybíráskodást a rendes bíróságok gyakorolják (például Amerikai Egyesült Államok).
Az alkotmánybíróságok felállításának gondolata Hans Kelsen nevéhez köthető, az első alkotmánybíróságot Ausztriában állították fel 1919-ben, amelynek Kelsen is tagja volt 1921-től a húszas évek végéig.